# سفيتلانا كوليسنيشنكو
سفيتلانا كونستانتينوفنا كوليسنيشنكو (الروسية: Светлана Константиновна Колесниченко ، من مواليد 20 سبتمبر 1993) لاعبة سباحة ايقاعية روسية، وبطلة أولمبية ثلاث مرات. حصلت على 16 ميدالية ذهبية في بطولة العالم للألعاب المائية. كما فازت بـ 11 ميدالية ذهبية في بطولة دوري السباحة الأوروبية للألعاب المائية ، بالإضافة إلى ميداليتين ذهبيتين في بطولة الجامعات الصيفية 2013.
في عام 2018 ، فازت كوليسنيشنكو وفارفارا سوبوتينا بالميدالية الذهبية في كل من الروتين الفني للثنائي والروتين الحر في بطولة أوروبا للألعاب المائية 2018.